# 1703
1703 (MDCCIII) byl rok, který dle gregoriánského kalendáře započal pondělím.

## Události

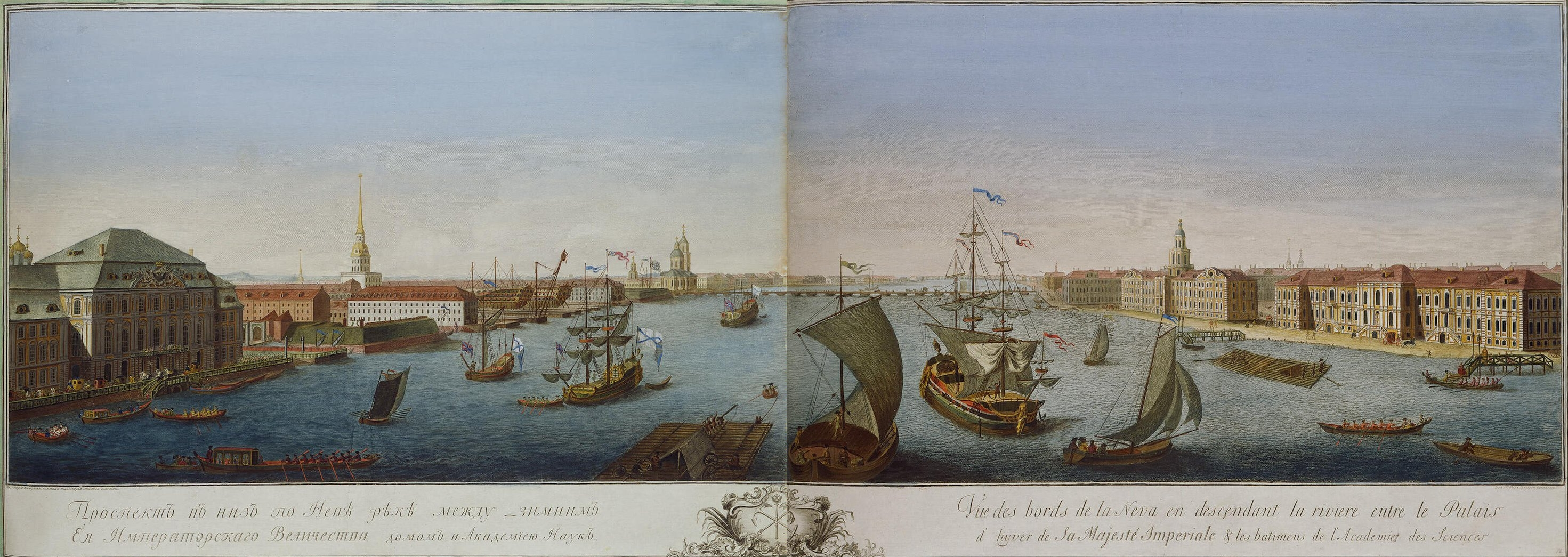
Petrohrad – pohled na dolní tok Něvy mezi Zimním palácem a Akademií věd. Rytina z roku 1753.

- 2. února – 47 samurajů spáchalo seppuku.
- 22. dubna – Byl sesazen osmanský sultán Mustafa II. a na trůn nastoupil jeho bratr Ahmed III.
- 26. května – Portugalsko se připojilo k protifrancouzské koalici.
- 27. května – Car Petr I. Veliký založil město Petrohrad.
- 16. června – Začalo Rákócziho povstání.
- 11. září – Ruský vojevůdce Alexandr Danilovič Menšikov založil osadu Petrovskaja sloboda, v roce 1777 přejmenovanou na Petrozavodsk.
- 12. září – Syn císaře Leopolda I. Karel Vi. byl prohlášen španělským králem.
- V Londýně byl postaven Buckinghamský palác.

### Probíhající události
- 1700–1721 – Severní válka
- 1701–1714 – Válka o španělské dědictví

## Vědy a kultura
- Isaac Newton se stal předsedou Royal Society.
- Daniel Defoe začal vydávat The Review.

## Narození

### Česko
- 13. ledna – Eliáš Dollhopf, malíř († 12. prosince 1773)
- 18. ledna – Alanus Plumlovský, katolický kněz a skladatel († 2. května 1759)

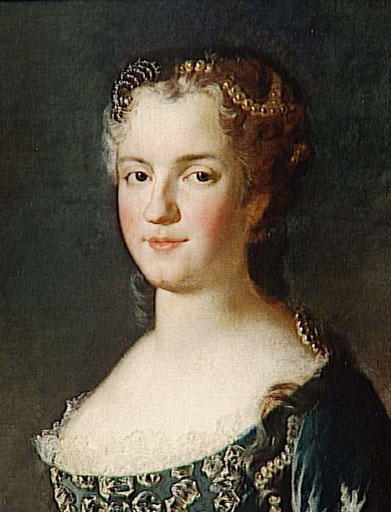
Marie Leszczyńská (* 23. června)

- 24. srpna – Filip Josef Gallas, šlechtic, nejvyšší dvorský sudí († 23. května 1757)
- neznámé datum – Bernard Fischer, katolický duchovní († 2. února 1753)

### Svět
- 17. června – John Wesley, zakladatel metodistického hnutí († 2. března 1791)
- 23. června – Marie Leszczyńská, dcera Stanislava I. Leszczyńskeho a manželka Ludvíka XV. († 24. června 1768)
- 26. července – Christophe de Beaumont, francouzský katolický arcibiskup († 12. prosince 1781)
- 29. září – François Boucher, francouzský malíř († 30. května 1770)
- 3. října – Levin Friedrich von Bismarck, pruský ministr a soudce († 17. října 1774)
- 5. října – Jonathan Edwards, severoamerický teolog († 22. března 1758)
- 24. prosince – Alexej Iljič Čirikov, ruský mořeplavec († 4. června 1748)
- neznámé datum
  - Eleonora Marie Karolína z Lichtenštejna, lichtenštejnská princezna († 18. července 1757)
  - Čhangčhub Dordže, tibetský karmapa († 1732)

## Úmrtí

### Česko
- 26. února – Kristián Gottfried Hirschmentzel, historik, kněz, spisovatel, filozof (* 7. ledna 1638)
- neznámé datum – Ferdinand Alanus de Rupa, hudební skladatel působící v Čechách (* ?)

### Svět

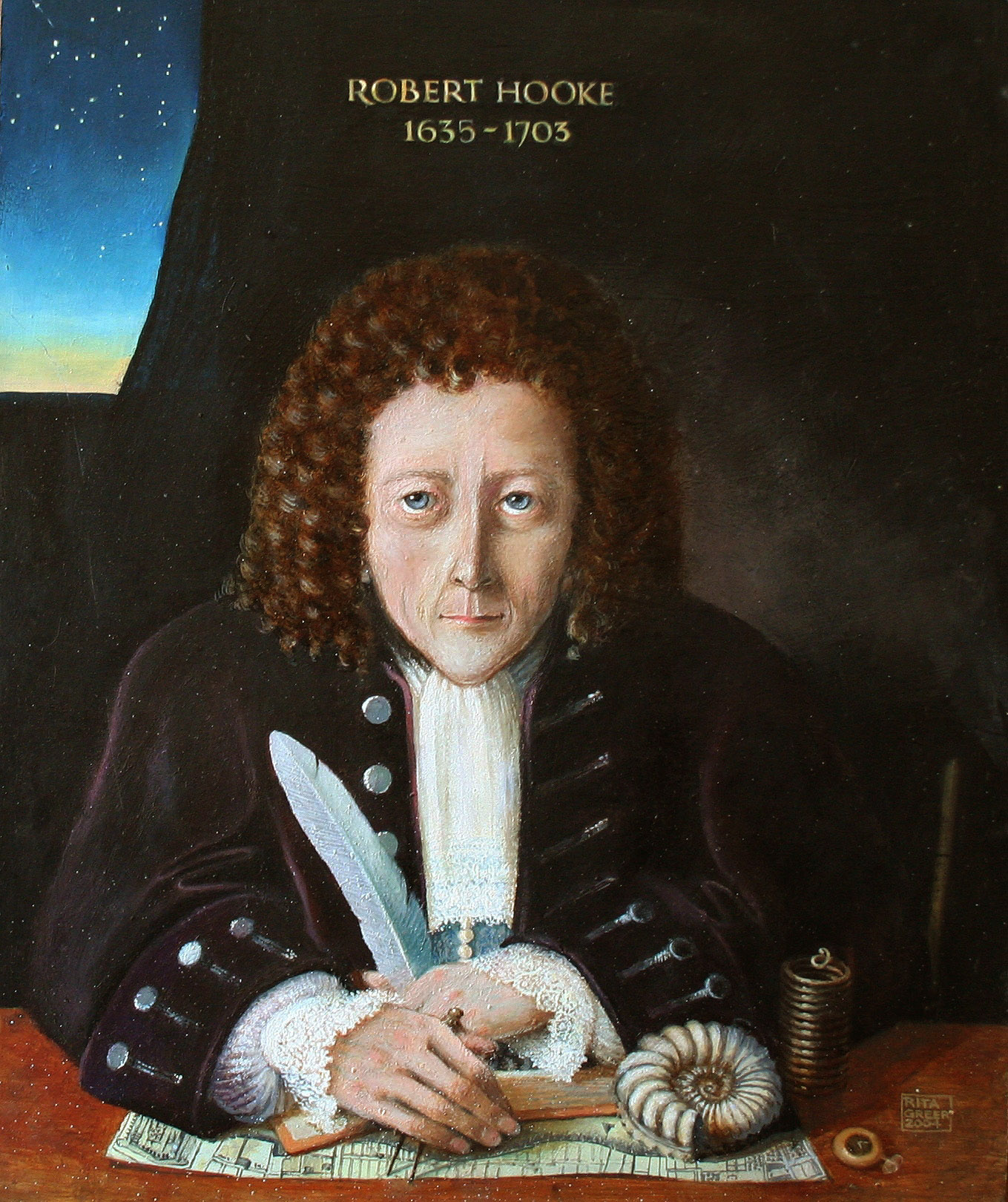
Robert Hooke († 3. března)

- 3. března – Robert Hooke, anglický vědec (* 18. července 1635)
- 8. dubna – Domenico Piola, italský malíř (* 1627)
- 16. května – Charles Perrault, francouzský spisovatel (* 12. ledna 1628)
- 26. května – Louis-Hector de Callière, generální guvernér Nové Francie (* 12. listopadu 1648)
- 29. září – Charles de Saint-Evremond, francouzský spisovatel (* 1. dubna 1610)
- 26. října – Ferdinand Vilém Eusebius ze Schwarzenbergu, rakouský šlechtic, politik a císařský tajný rada (* 23. května 1652)
- 28. října – John Wallis, anglický matematik (* 23. listopadu 1616)
- 24. prosince – Leone Strozzi, italský arcibiskup (* 3. prosince 1637)
- 28. prosince – Mustafa II., sultán (* 1664)

## Hlavy států

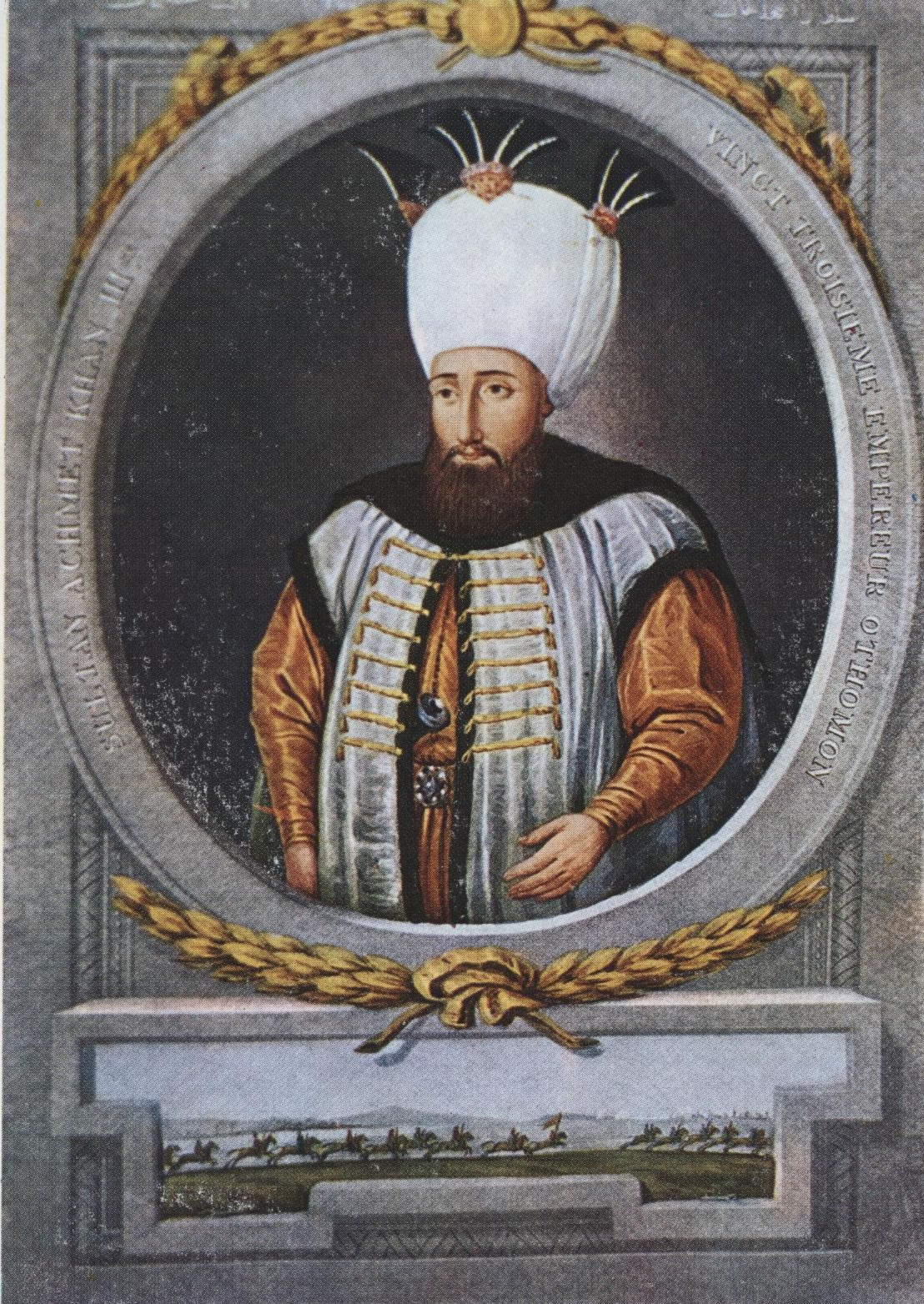
Osmanským sultánem se stal Ahmed III.

- Anglie – Anna Stuartovna (1702–1714)
- Dánsko-Norsko – Frederik IV. (1699–1730)
- Francie – Ludvík XIV. (1643–1715)
- Habsburská monarchie – Leopold I. (1657–1705)
- Osmanská říše – Mustafa II. (1695–1703) do 22. dubna / Ahmed III. (1703–1730) od 22. dubna
- Polsko – August II. (1697–1704)
- Portugalsko – Petr II. (1683–1706)
- Prusko – Fridrich I. (1688–1713)
- Rusko – Petr I. (1682–1725)
- Španělsko – Filip V. (1700–1724)
- Švédsko – Karel XII. (1697–1718)
- Papež – Klement XI. (1700–1721)
- Japonsko – Higašijama (1687–1709)
- Perská říše – Husajn Šáh (1694–1722)